# يمامة زمردية
اليمامة الزمردية أو حمام الزمرد (الاسم العلمي: Chalcophaps indica) هو نوع من فصيلة حماميات.